# Sixalix daucoides
Sixalix daucoides är en tvåhjärtbladig växtart som beskrevs av Constantine Samuel Rafinesque. Sixalix daucoides ingår i släktet Sixalix och familjen Dipsacaceae. Inga underarter finns listade i Catalogue of Life.